# Pearl Jam (album)
Pearl Jam – album amerykańskiej grunge'owej grupy muzycznej Pearl Jam wydany w roku 2006.

## Lista utworów
1. "Life Wasted" – 3:54
2. "World Wide Suicide" – 3:29
3. "Comatose" – 2:19
4. "Severed Hand" – 4:30
5. "Marker in the Sand" – 4:23
6. "Parachutes" – 3:36
7. "Unemployable" – 3:04
8. "Big Wave" – 2:58
9. "Gone" – 4:09
10. "Wasted Reprise" – 0:53
11. "Army Reserve" – 3:45
12. "Come Back" – 5:29
13. "Inside Job" – 7:08